# Aderus saginatus
Aderus saginatus là một loài bọ cánh cứng trong họ Aderidae. Loài này được Casey miêu tả khoa học năm 1895.